# Воликов (хутор)
Воликов — хутор в составе Северского района Краснодарского края.
Входит в состав Северского сельского поселения.

## География
Хутор находится на расстоянии 2 км к востоку от станицы Северская, административного центра района. С севера от хутора проходит железнодорожная линия Северо-Кавказской железной дороги Краснодар — Новороссийск.

## Население
| 2002 | 2010 |
| ---- | ---- |
| 25   | ↘16  |

## Улицы
На хуторе имеется одна улица — Центральная.